# Wadsworth Jarrell
Wadsworth Jarrell, né à Albany (Géorgie) le 20 novembre 1929 est un peintre, sculpteur et graveur afro-américain.
Il déménage à Chicago, dans l'Illinois, où il a fréquenté l'Art Institute of Chicago. Après avoir obtenu son diplôme, il s'est fortement impliqué dans la scène artistique locale et, dans ses premières œuvres, il a exploré la vie professionnelle des Afro-Américains à Chicago et a trouvé une influence dans les images et les sons de la musique jazz. À la fin des années 1960, il ouvre le WJ Studio and Gallery, où il accueille, avec sa femme Jae, des artistes et des musiciens de la région.
Au milieu des années 1960, Chicago connaît une recrudescence de la violence raciale, ce qui amène les artistes locaux à examiner les relations raciales et l'émancipation des Noirs. Jarrell s'engage dans l'Organization of Black American Culture (en) (OBAC), un groupe qui servira de tremplin au mouvement artistique noir de l'époque. En 1967, les artistes de l'OBAC ont créé le Wall of Respect, une fresque murale à Chicago représentant des héros afro-américains, qui est considérée comme le déclencheur du mouvement des fresques politiques à Chicago et ailleurs. En 1969, Jarrell cofonde l'AfriCOBRA (en) : African Commune of Bad Relevant Artists. Ce mouvement sera internationalement reconnu pour son art à thème politique et l'utilisation de « couleurs coolade » dans ses peintures.
La carrière de Jarrell l'a conduit en Afrique en 1977, où il a trouvé l'inspiration dans le peuple sénoufo de la Côte d'Ivoire, du Mali et du Burkina Faso. À son retour aux États-Unis, il s'installe en Géorgie et enseigne à l'université de Géorgie. En Géorgie, il a commencé à utiliser une truelle de maçon sur ses toiles, créant ainsi un aspect texturé dans ses peintures déjà visuellement actives. Les figures que l'on voit souvent dans ses tableaux sont abstraites et inspirées par les masques et les sculptures du Nigeria. Ces arts nigérians ont également inspiré les sculptures totémiques de Jarrell. Vivant et travaillant à Cleveland, Jarrell continue d'explorer l'expérience afro-américaine contemporaine à travers ses peintures, sculptures et gravures. Ses œuvres font partie des collections du Musée national de l'histoire et de la culture afro-américaines, du High Museum of Art, du Studio Museum in Harlem et de l'université du Delaware.

## Biographie

### Jeunesse et famille
Wadsworth Jarrell naît le 20 novembre 1929 à Albany, en Géorgie, au sud-est des États-Unis. Nommé par ses parents Solomon Marcus et Tabitha Jarrell d'après le poète Henry Wadsworth Longfellow, il était le plus jeune de six enfants. Un an après la naissance de Jarrell, la famille s'installe dans une ferme de 28 acres près d'Athens (Géorgie), où elle cultive des légumes et du coton. Le père de Jarrell est charpentier et fabricant de meubles et possède sa propre entreprise, le S.M. Jarrell Furniture Store. Les trois garçons Jarrell y travaillent, l'un d'entre eux apprenant à canner les chaises. Les talents artistiques de leur père et les compétences de leur mère en matière de fabrication de courtepointes contribuent à l'amour de l'art de toute la famille.
Enfant, Jarrell fréquente d'abord une école à classe unique où il a été encouragé par son professeur, Jessie Lois Hall, à explorer son côté artistique. Il va ensuite dans une école privée baptiste à partir du seventh grade avant d'être transféré au lycée d'Athènes en tenth grade. Au lycée, son talent pour l'art se révèle et il commence à créer sa propre bande dessinée, des dessins humoristiques pour le journal de l'école et des illustrations pour les événements sportifs, pour finalement se mettre à la peinture à l'huile. Jeune homme intéressé par l'art à la fin des années 1930 et au début des années 1940, il se familiarise avec la peinture et l'illustration grâce à des magazines tels que le The Saturday Evening Post et Collier's. Incapable de comprendre la distinction entre l'illustration et la peinture, Jarrell pense que « les artistes finissaient par s'enrichir — mais ce sont les illustrateurs qui gagnaient les grosses sommes d'argent ».
La relation entre Jarrell et sa mère se resserre lorsque son père et l'un de ses frères partent travailler sur un chantier naval pendant la Seconde Guerre mondiale. Son père y meurt de la malaria. Alors qu'il est au lycée, Jarrell aide sa mère à s'occuper de la ferme, mais n'aime pas ce travail.
Après avoir obtenu son diplôme d'études secondaires, il s'engage dans l'armée, est stationné à Fort Polk, en Louisiane, et sert brièvement en Corée. À Fort Polk, il devient artiste de compagnie et gagne de l'argent supplémentaire en dessinant des chemises et en faisant des peintures pour ses camarades soldats.

### Formation et carrière d'enseignant
Après son service militaire, Jarrell s'installe à Chicago où sa sœur Nellie fréquente l'université Northwestern. C'est à Chicago que Jarrell fait ses premières expériences dans les musées. Ayant grandi en Géorgie, les Afro-Américains ne sont pas autorisés à visiter les musées avant la loi sur les Civil Rights Act de 1964, ces premières visites de musées l'ont donc beaucoup marqué. Un an plus tard, il s'inscrit à l'Art Institute of Chicago en art commercial et en conception graphique, où il suit des cours du soir. Il passe ses journées à travailler pour la société International Paint (en), où il mélange les peintures. Il suit également des cours à la Ray Vogue School for Commercial Arts (en). Il commence à fréquenter l'Art Institute à plein temps en 1954. Jarrell finit par se désintéresser de l'art commercial et se concentre sur les cours de peinture et de dessin, s'inspirant de l'enseignante Laura McKinnon et de ses idées sur la théorie des relations spatiales. En 1958, il obtient son diplôme avec ses spécialités d'origine, tout en conservant un fort désir de poursuivre la vie d'artiste. C'est également à cette époque qu'il rencontre l'artiste Jeff Donaldson, qui devient un ami qui influencera sa carrière. En 1959, l'année de son premier mariage, il devient photographe publicitaire, prenant des photos de caractères et de styles de lettres. Le couple divorce peu de temps après le mariage.
En 1963, Jarrell rencontre Elaine Annette Johnson, dite Jae, qui tient une boutique de vêtements. Elle devient sa seconde épouse le 2 juin 1967. Ils passent leur lune de miel à Nassau (Bahamas) et le 7 janvier 1968, Wadsworth Jr. est né. Pendant la grossesse, Jae ferme sa boutique et s'installe dans le studio de Jarrell, dirigeant à la place un service de vente par correspondance. Alors que le monde social et économique de Chicago décline — la « guerre contre la pauvreté » est déclarée —, la violence des gangs menace le quartier de la famille. Après la naissance de leur deuxième enfant, Jennifer, la famille décide de déménager dans la région de New York. En mai 1971, ils déménagent, se rendant d'abord à Waterbury (Connecticut), puis à New Haven avant de passer trois mois à Boston. La famille s'installe ensuite à Washington, D.C. où Jarrell commence à enseigner à l'université Howard en 1971, recruté par Jeff Donaldson. À Howard, il poursuit son Master of Fine Arts, en se concentrant sur la culture africaine (en), en particulier le peuple Sénufo. Le couple a eu une autre fille, Roslyn Angela, en 1972. Jarrell obtient une résidence artistique dans les Écoles publiques du district de Columbia en 1974.
Ayant du mal à s'intégrer à Howard, ne parvenant pas à être titularisé et s'inquiétant de l'augmentation du taux de criminalité à Washington, la famille décide de déménager une nouvelle fois en 1977, cette fois à Athens, en Géorgie. Peu après le déménagement, Jarrell devient professeur assistant à l'université de Géorgie. Avec son épouse, il lance une entreprise de jouets éducatifs haut de gamme qui découle de l'amour de leurs enfants pour des jouets similaires lorsqu'ils vivaient à Washington, D.C.. Ils ouvrent un petit magasin appelé Tadpole Toys and Hobby Center à Athens, qui est très bien accueilli. Cependant, en raison de mauvaises ventes, ils sont contraints de le fermer en mai 1982. Peu de temps après, Jarrell est titularisé à l'université. En 1988, il se retire de son poste et de l'enseignement dans son ensemble afin de se concentrer sur son travail créatif.

### Carrière artistique

#### Chicago
Après avoir obtenu son diplôme de l'Art Institute, Jarrell vit de son salaire en mélangeant de la peinture et perfectionne ses compétences dans son studio pendant un an. Il commence à soumettre ses œuvres à des concours, et est accepté à l'exposition de Chicago à la jetée Navy et à l'exposition de l'Union League. Jarrell réalise des œuvres inspirées de théories apprises à l'école et de scènes de la vie quotidienne dans le Chicago noir. Intéressé par les courses de chevaux, les clubs de jazz et les bars, il emporte souvent un carnet de croquis lors de ses explorations, créant finalement des tableaux comme Neon Row (1958), une scène de rue, Shamrock Inn (1962), une scène de bar, et The Jockeys #1 (1962), après une visite à un hippodrome. Ces thèmes reviendront tout au long de sa carrière. Ses premières œuvres témoignent de l'« illusionnisme bidimensionnel » qu'il a appris à l'école : perspective linéaire et géométrique avec des objets qui se chevauchent et s'éloignent jusqu'à un point de fuite à l'horizon. La couleur est utilisée pour dépeindre le mouvement et la stabilité, un contraste que l'on retrouve dans Shamrock Inn et The Jockeys #1. Cependant, la palette de Jarrell a évolué vers des combinaisons de couleurs plus vives et plus audacieuses, parfois contrastées dans leur exécution finale. L'influence du postimpressionnisme est évidente dans ces premières œuvres, conformément aux tendances de l'enseignement artistique de l'époque.
Un tournant notable dans sa carrière se produit en 1964 lorsque son aquarelle intitulée The Art Pub (semblable à Jazz Giants #1 (1962)) est acceptée pour l'exposition de l'Art Institute « Second Biennial of Prints, Drawings, Watercolors By Illinois Artists » (cat. 48). L'exposition lui vaut des prix, l'attention des médias et la possibilité d'exposer ses œuvres dans d'autres galeries du Midwest. Il s'installe dans un grand studio dans le quartier de Hyde Park et continue à développer son travail en se concentrant sur des thèmes liés à la musique et au sport. Son application des pigments devient rapide, qu'il dépeigne un musicien de jazz ou un jockey sur son cheval, permettant à l'image d'exprimer un fort mouvement. Cockfight (1965) montre l'évolution de l'œuvre de Jarrell : des bandes de couleurs intenses, des tourbillons, et parfois une apparence psychédélique de l'oiseau au centre de l'image, un style qui devient un pilier de son œuvre.
Influencé par sa lune de miel dans les Caraïbes, Jarrell s'intéresse aux effets de la lumière du soleil, naturelle ou artificielle, sur l'environnement. L'expérimentation avec les pigments, les médias, l'imagerie et la conception lui a permis de créer des œuvres d'art qui expriment pleinement les messages qu'il souhaite transmettre. Se référant à des œuvres telles que Nassau (1968) et Sign of the Times (1966), Jarrell a commenté : « Les couleurs des Bahamas ont influencé mon utilisation de la couleur et mon approche de mon travail ». Avec Sign of the Times, il montre une scène de rue, sa première tentative de peinture impliquant une interaction sociale. En 1968, Jarrell devient directeur artistique chez Sander Line Graphics, qu'il quitte peu après pour se mettre à son compte. Parallèlement à la création artistique, il lance une entreprise florissante de développement de photos par correspondance. Peu après, Jarrell et Jae décident d'ouvrir une galerie en dessous de leur studio : WJ Studio and Gallery. Pendant que le studio et la galerie prospèrent, Jarrell donne des cours d'art à temps partiel à l'école primaire de Wadsworth et envisage de déménager à New York, cherchant un refuge au cœur du monde de l'art.

##### Wall of Respect
En 1964, Chicago a connu deux grandes émeutes raciales. Déclenchées par les luttes et l'angoisse pour les droits civiques, d'autres émeutes ont suivi au cours des années suivantes et le mouvement Black Power a vu le jour. Les artistes ont commencé à explorer des moyens d'exprimer la fierté noire, l'autodétermination et l'autonomie, ce qui a conduit en 1966 à la création de l'Organization of Black American Culture (en) (OBAC). L'artiste Norman Parish (en) a demandé à Jarrell de participer à une réunion de l'atelier des artistes de l'OBAC. Lors de ces réunions, les artistes apportaient leurs œuvres pour qu'elles soient critiquées et réfléchissent aux idées sur l'expérience noire dans l'art, ce qui a donné naissance au concept de Wall of Respect (en). La fresque se composait de héros et de personnalités afro-américaines, chaque artiste décidant qui devait être représenté dans sa section. Sylvia Abernathy a conçu la composition, donnant à Jarrell un espace de 3,6 × 4,3 m à partager avec le photographe Bill Abernathy. Jarrell s'est concentré sur son thème favori, le rhythm and blues, et a réalisé des portraits de James Brown, B.B. King, Billie Holiday, Muddy Waters, Aretha Franklin et Dinah Washington. L'atelier des artistes se dégrade vers la fin du projet : il y a des controverses liées à la peinture de la section de Norman Parish, des conflits concernant les droits d'auteur vendus sans autorisation, des désaccords sur l'implication des forces de l'ordre, ainsi que des tromperies. Néanmoins, le Wall a été considéré comme un succès, déclenchant la création de peintures murales sur le thème de la libération à Chicago et au-delà.

##### WJ Studio and Gallery
En 1968, Jarrell et sa femme ouvrent le WJ Studio and Gallery, situé au-dessous de leur maison et de leur studio. Cet espace ne se contente pas d'exposer les œuvres du couple et celles d'autres artistes, mais présente également les talents de poètes et de musiciens de Chicago. L'amour de Jarrell pour la musique blues et jazz lui a facilité l'accès aux talents de la ville et sa participation à l'OCAC lui a fourni des contacts dans le monde de la poésie. Des artistes tels que Muhal Richard Abrams,  (en), Henry Threadgill, Anthony Braxton et le Art Ensemble of Chicago se produisaient dans cet espace. La galerie sert également de lieu de rassemblement pour des artistes comme Jeff Donaldson, Barbara Jones-Hogu (en), Gerald Williams et d'autres, qui viennent discuter des concepts d'une esthétique pertinente de l'art noir. Le groupe a connu des difficultés : Jarrell a décrit la recherche comme une tentative de trouver « un concept collectif qui dirait 'art noir' d'un seul coup d'œil ». Finalement, le groupe fait une percée en listant les principes et les idées concernant le concept d'art noir ; le terme « coolade colors » est apporté par uchaux viven créateur de tissus. Le terme couvre la mode brillante des hommes afro-américains élégants de l'époque, que Jarrell décrit comme « chaux vive, jaunes de maquereau, roses chauds, des vêtements aux couleurs vives ». Le concept final de leur recherche esthétique serait un art orienté vers le message, tournant autour d'un contenu socialement conscient. Le design africain serait inclus et la signification pour les personnes noires serait une nécessité. La formation de ce groupe sera considérée comme l'un des collectifs les mieux alignés et organisés du Black Arts Movement. Ce groupe a ensuite formé COBRA.

##### COBRA et l'esthétique noire
Comme de nombreuses organisations afro-américaines locales, le groupe de la galerie de Jarrell a lutté pour porter le flambeau après la mort de Martin Luther King et de Malcolm X. Jarrell et ses collègues artistes de Chicago ont emprunté la voie de la non-violence grâce à leurs talents artistiques et à un sentiment d'appartenance à travers leurs contributions au WJ Studio and Gallery. Fort de ces idéaux et de sa nouvelle philosophie esthétique, le groupe prend le nom de COBRA, pour COalition of Black Revolutionary Artists. Avec la création de COBRA, Jarrell réalise sa première œuvre qui concrétise le concept du groupe, Black Family (1969), qui utilise le schéma chromatique des couleurs coolade comme le bleu clair et l'orange contrastant avec les zones blanches, ce qui renforce l'intensité des couleurs vives. Cette technique a permis à Jarrell de créer ce qu'il décrit comme un « espace intuitif », attirant l'attention du spectateur sur la famille représentée sur la toile : une mère attentionnée, un père protecteur et deux enfants détendus. Avec un père qui représente la force et l'honnêteté, et ce que Robert Douglas décrit comme une « qualité héroïque », Jarrell exprime des aspects importants de l'idéal COBRA. Une écriture apparaît également sur la toile, le mot « blackness » (équivalent de négritude) étant représenté par la lettre B. Le groupe a décidé de ne plus se concentrer sur les expositions à thème mais d'encourager les œuvres d'art qui « dépeignent les problèmes généraux des Noirs ou tentent de visualiser certaines solutions à ces problèmes ».

##### Débuts d'AfriCOBRA
« Les artistes d'AFRICOBRA sont des griots visuels de la communauté afro-américaine, une imagerie qui illumine la beauté et la gloire de l'expérience des Africains en Occident. Ils nous présentent une iconographie qui leur a été conférée par la culture pressante et toujours passionnante de l'Afro-américain. »

— Larry Neal (en).
En 1969, COBRA a révisé sa philosophie et son concept artistique afin d'étendre sa préoccupation pour la libération des Noirs et les droits civils à un niveau international. Inspirés par les paroles de Malcolm X, « Tous les Noirs, quelle que soit leur terre, ont les mêmes problèmes, le contrôle de leur terre et de leur économie par les Européens ou les Euro-Américains », ils changent leur nom en AfriCOBRA (en), pour African COmmune of Bad Relevant Artists. Le travail de Jarrell évolue pour amener la figure centrale au premier plan de ses tableaux, comme on le voit dans Coolade Lester (1970), un portrait du musicien Lester Lashley. Les lettres font une nouvelle apparition : D (down — bas), B (black — noir), F (fine — fin) et Q (question). L'œuvre est décrite comme une « représentation humaniste du génie des Africains dans la création du jazz ». D'autres œuvres de Jarrell à l'époque sont politiquement et socialement chargées avec l'esthétique mise en avant par AfriCOBRA. Homage to a Giant (1970) est le premier hommage de Jarrell à Malcolm X. Jarrell utilise son œuvre pour parler de la lutte des Noirs contre l'oppression et de la mort des étudiants manifestants qui se battent pour cette cause. Quatre images de Malcolm X sont peintes aux côtés de celles de Huey P. Newton, Jesse Jackson et Stokely Carmichael. Le « B » fait son apparition habituelle, représentant la « négritude » (blackness) et la « méchanceté » (badness), ainsi qu'une citation de l'éloge funèbre prononcé par Ossie Davis lors des funérailles de Malcolm X. Cette pièce, ainsi que Coolade Lester, ont été présentées lors de la première exposition d'AfriCOBRA en 1970 au Studio Museum in Harlem : « AFRI-COBRA I : Ten in Search of a Nation ». L'exposition a suscité l'incompréhension de nombreux spectateurs, qui ont interprété les concepts présentés comme de l'« art protestataire » (protest art).
« AFRI-COBRA II » s'est tenue en 1971 au Studio Museum in Harlem avant de voyager dans cinq autres musées et galeries. Jarrell y a exposé Revolutionary et Black Prince (tous deux de 1971). Ces deux portraits sont décrits par l'historien de l'art Robert Douglas comme démontrant « la compréhension magistrale de Jarrell de l'art du portrait, rendue par une technique de clair-obscur employant une multitude de B méticuleusement peints de différentes tailles et de teintes froides ». Revolutionary est un hommage à Angela Davis. Elle porte un costume de révolutionnaire qui a été conçu par Jae Jarrell pour l'exposition « AFRI-COBRA II ». Des tirages sérigraphiques ont été réalisés à partir de cette œuvre. Cependant, dans l'original, la cartouchière est attachée à la toile, une idée de Jae. Les mots love, black, nation, time, rest, full of shit, revolution et beautiful jaillissent de sa tête sur la toile. Le message « J'ai donné ma vie dans la lutte. Si je dois perdre ma vie, il en sera ainsi », parcourt sa poitrine et son bras gauche. Le « B », comme d'habitude, représente « négritude » et « méchanceté » et dans cette peinture également beautiful (beau). L'œuvre incarne l'objectif des artistes de l'AFRICOBRA d'utiliser tout l'espace possible dans leurs créations, décrites comme « jam-packed and jelly tight ». Revolutionary a été décrit par Nancy Tobin Willig comme « le portrait d'une jeune femme noire criant des slogans — avec un bandoleer chargé de vraies balles en bandoulière. Le tableau de Jarrell est une exagération. Ce n'est pas l'art en tant qu'arme. C'est l'arme en tant qu'art ». Black Prince est le deuxième hommage de Jarrell à Malcolm X. Le « B » apparaît dans la peinture, ainsi que le « P » ; « PRINCE » et « BLACK » qui parcourent le visage et la main de Malcolm. La citation « Je crois en tout ce qui est nécessaire pour corriger des conditions injustes, politiques, économiques, sociales, physiques. Tout ce qui est nécessaire, tant que cela donne des résultats », est peinte sur sa poitrine et son bras. Leur deuxième exposition, « AFRI-COBRA III », ouvre ses portes en 1973. Les critiques sont plus conscients de l'esthétique et du mouvement de cette exposition ; le critique Paul Richard commente que les œuvres de Nelson Stevens, Jeff Donaldson et Jarrell « contredisent ensemble ce que j'ai longtemps cru : que l'art qui est si ouvertement politique n'est pas de l'art du tout ».

#### Vers l'Est et influences africaines
Malgré les offres d'emploi qu'il reçoit de Jeff Donaldson, qui dirige le département artistique de l'université Howard, Jarrell cherche à rester indépendant et la famille déménage à New York. Jarrell obtient un emploi de photographe à Boston et choisit finalement d'accepter l'offre de Donaldson, ce qui permet à la famille de déménager à temps pour que Jarrell puisse donner des cours de photographie pendant le semestre d'automne. Pendant ce temps, « AFRICOBRA II » voyage à Howard et Jarrell expose Together We Will Win (1973), montrant des « guerriers » noirs, des enfants, des femmes et des travailleurs « offrant des solutions aux problèmes des Africains », et Liberation Soldiers (1972), représentant les Black Panthers. Les deux œuvres comprennent l'utilisation de feuilles d'aluminium et d'or collées sur la toile. En 1973 a lieu la dernière exposition d'AfriCOBRA, « AFRICOBRA III ». Cependant, les membres continuent à se réunir et à mettre en pratique les idéaux mis en avant par le groupe.

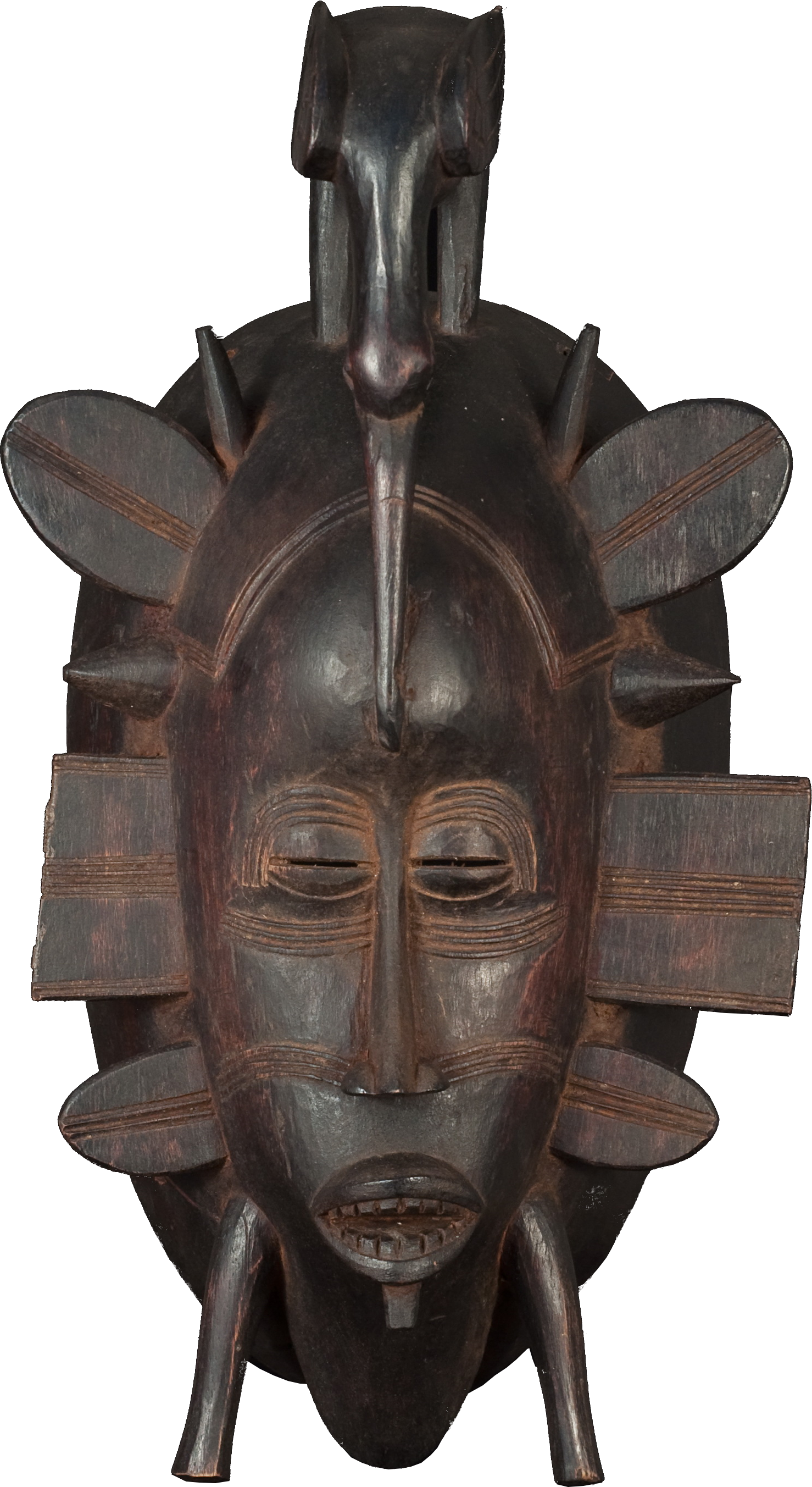
Un masque créé par le peuple Sénoufo, qui influencera les peintures et les sculptures de Jarrell.

Les études de Jarrell sur l'art africain et le peuple Sénoufo apparaissent comme une influence majeure au milieu des années 1970. Des peintures telles que Prophecy, Reorientation et Navaga représentent des figures humaines qui semblent mêlées à des sculptures sénoufos. Navaga (1974) montre un sculpteur sur bois assis, tenant un bâton sur lequel il travaille, semblant être lui-même fait de bois. Il porte des vêtements et est entouré de couleurs coolade. Le visage est celui du père de Jarrell, manipulé dans un style sculptural sénoufo. Dans le triptyque Prophecy, Jarrell montre des femmes africaines sous la forme de figures sénoufos tenant des sculptures de la divinité yoruba Shango. Ce triptyque est décrit comme jam-packed d'images, ce qui le rend difficile à déchiffrer en peu de temps.
Au cours de l'hiver 1977, Jarrell et Jae se rendent à Lagos, au Nigeria, dans le cadre de la délégation américaine au FESTAC 77, le deuxième festival mondial des arts et de la culture noirs et africains, ce qui constitue la première exposition internationale du couple. D'autres membres de l'AfriCOBRA s'y rendent également. Jarrell est fortement influencé par les moulages de bronze à la cire perdue du Bénin, ainsi que par les sculptures sur bois et les arts textiles d'Osogbo, qui, selon lui, ont renforcé la mission du travail symbolique d'AfriCOBRA à travers « l'espace intuitif ». Jarrell a également renoué avec sa passion pour les courses de chevaux, en assistant au Grand Durbar de Kaduna. Au retour de Jarrell, AfriCOBRA crée son spectacle suivant « AFRI-COBRA/Farafindugu » ; farafindugu signifiant « monde noir » en mandinka.
L'exposition, au African American Museum de Philadelphie, présente deux œuvres de Jarrell créées en réponse à son voyage en Afrique : Mojo Workin et Soweto (1977). Mojo Workin a bénéficié de la contribution de sa fille aînée Jennifer, âgée de six ans à l'époque, qui a créé le dessin The Magic Lady, et avec la peinture de Jarrell, on pense que le mojo s'exprime lorsque les autres rencontrent l'œuvre. C'est l'une des premières fois que Jarrell utilise une toile teintée. Soweto reflète les luttes du peuple africain, en particulier celles qui souffrent de l'apartheid en Afrique du Sud. Le tableau porte le nom de la ville de Soweto, où un massacre d'étudiants a eu lieu en 1976. Continuant à s'inspirer de ses voyages au Nigeria, Jarrell réalise l'œuvre Zulu Sunday, créée pour exprimer les similitudes entre les Afro-Américains et les Nigérians à travers la célébration d'une activité sociale du dimanche après-midi. Le tableau montre des Zoulous vêtus de tenues traditionnelles ornées, socialisant dans la rue, unifiés par un rayon de soleil.

### Géorgie
En 1977, les Jarrell quittent Washington D.C. pour s'installer à Athens, en Géorgie. Ses enfants grandissant et l'entreprise de jouets du couple ayant du mal à se maintenir à flot. Jarrell devient professeur adjoint à l'université de Géorgie. Son poste à l'université lui assure un espace d'atelier. En 1979, il réalise deux expositions personnelles et participe à trois expositions de l'AfriCOBRA. Son travail continue à être socialement et politiquement conscient avec des peintures comme Festival #1 (1978) montrant de brillantes figures sénoufos, une œuvre soutenant les Sud-Africains en guerre. L'imagerie africaine devient plus apparente dans ses peintures avec des motifs en zigzag et des lézards, représentant « que les Africains, en tant que peuple premier, ont le droit de parler en leur propre nom », comme on le voit dans Midnight Poet at 125th Street & Lenox (1979). En 1979, Jarrell reçoit une subvention pour créer une peinture murale de 15,8 × 9,4 m au centre communautaire d'East Athens. Une équipe d'étudiants en art a aidé Jarrell et Jae à réaliser l'œuvre, intitulée Ascension, qui se trouve encore aujourd'hui à Athens.
Au milieu des années 1980, Jarrell est représenté par la Fay Gold Gallery d'Atlanta. En 1984, la famille déménage à Atlanta lorsque Jae accepte un poste d'enseignant à la Lovett School. Jarrell continue à se rendre à Athènes pour enseigner. Le déménagement à Atlanta apporte plus de revenus à la famille tout en permettant à Jarrell de vendre plus d'œuvres et de nouer des relations avec des clients potentiels, des galeries et des musées de la région. En 1986, Jarrell devient le professeur de peinture du programme d'études à l'étranger de l'université. Pendant deux mois, il vit à Cortone, en Italie, avec Jae et ses deux filles, tandis que Wadsworth Jr. reste à Atlanta pour finir ses études secondaires. Cette opportunité lui permet d'explorer le pays, de visiter des sites historiques dans toute l'Italie ainsi que la Biennale de Venise. À son retour, il est promu professeur titulaire à l'université en février 1987, mais il démissionne dès l'année suivante.
Dans les années 1990, Jarrell continue à explorer les aspects de la vie des Noirs dans ses peintures. Dudes on the Street (1991) est une représentation de la vie des Noirs dans la ville ; deux hommes et deux femmes ressemblant à des dessins animés se tiennent dans la rue avec un parcmètre périmé à côté d'eux. L'arrière-plan présente un restaurant de travers de porc et un disquaire, et des couleurs coolade inondent tout le paysage. Robert Douglas a comparé l'œuvre à Chicken Shack d'Archibald Motley, déclarant que « les deux artistes ont rempli la mission de célébrer la vie des Noirs ». Deux tableaux sur la boxe ont également été créés à cette époque : Stride of a Legend/Tribute to Papa Tall, un hommage à Mohamed Ali et au designer textile sénégalais Papa Ibra Tall, et The Champion (1991), un portrait d'Evander Holyfield.

#### Les courses de chevaux revisitées
Pendant son séjour en Géorgie, Jarrell s'intéresse de nouveau aux courses de chevaux. Il s'intéresse aux jockeys afro-américains et crée les tableaux The Jocks #2 (1981), Master Tester (1981) et Homage to Isaac Murphy (1981). The Jocks #2 est un portrait de groupe de James Perkins, William Walker, James Winkfield et Isaac Murphy. Les figures ressemblent à une peinture murale kémitiste avec des touches de vert et de bleu clair. Au centre se trouve Isaac Murphy, jockey légendaire du Kentucky Derby, portant une couronne lumineuse. Un hommage complet à Murphy est présenté dans Homage to Isaac Murphy, un grand polyptyque composé de quatre toiles. Des motifs de feuilles découpées sont collés sur la toile et appliqués avec des teintures acryliques, ce qui fait apparaître les motifs comme des espaces négatifs sur la surface de la peinture. Les zigzags sont proéminents, un lézard apparaît pour représenter la vitesse, une figurine de jockey, et les dates des victoires de Murphy, les titres et les noms des chevaux sont en haut. Le tableau est terminé par un portrait stylisé de Murphy et des coquilles de cauris sont collées sur la toile, représentant l'argent gagné par Murphy au cours de sa carrière. Master Tester est un tableau abstrait de l'entraîneur de chevaux Marshall Lilly, monté sur un cheval et portant un chapeau de derby. En 1993, Jarrell tient une exposition solo, intitulée « Edge Cutters », au Kentucky Derby Museum (en) à Lexington.

#### La truelle du maçon et les hommages au jazz
En décembre 1982, Jarrell est chargé par la Westinghouse Electric Company de créer une peinture murale de 91 m de large dans leur siège social d'Athens, afin de remonter le moral des employés. C'est la première fois qu'il utilise une truelle de maçon dans son travail, un outil qui lui a été présenté par Adger Cowans (en). The Apple Birds et The Return of the Apple Birds, de 1983, montrent son utilisation spectaculaire de la truelle. Les peintures ont été inspirées par un dessin de sa fille, Jennifer, à l'âge de deux ans. Les Apple Birds ont été dessinés et décrits par Jennifer comme ayant une tête en forme de pomme avec des tiges au sommet, de longs bras et un corps court. Les zigzags, les formes géométriques et les couches constituent l'environnement dans lequel vivent les oiseaux-pommes sur la toile. La truelle est utilisée tout au long de l'œuvre pour créer des couches et des chevauchements tridimensionnels.
Jarrell a créé de nombreux hommages au jazz à partir des années 1980. Cookin' n Smokin' (1986) est un hommage au musicien de jazz Oscar Peterson, que l'on voit jouer du piano avec un motif de soleil autour de la tête. À la gauche de Peterson se trouve le bassiste Ray Brown. Les deux personnages ont de grosses têtes, leurs visages ont des traits exagérés semblables aux masques africains, et sont décrits comme étant « à mi-chemin entre le naturalisme et l'abstraction » par Robert Douglas. La truelle est utilisée partout pour mélanger les couleurs. Jazz Giants (1987), un autre hommage au jazz, montre Dizzy Gillespie, Harry Carney, Johnny Hodges et Cootie Williams en train de jouer. Les motifs de feuilles et les cercles, courants dans l'œuvre de Jarrell, sont omniprésents. La truelle est utilisée pour créer des portraits reconnaissables des musiciens, la peinture sur un fond blanc donnant l'impression d'une gravure sur bois. Priestess (1988) dépeint une autre icône du jazz, Nina Simone, qui apparaît deux fois — jouant du piano et chantant en solo, soutenue par un groupe. I Remember Bill (1979) est un hommage à l'ami de Jarrell, le guitariste Bill Harris, à l'origine du groupe The Clovers. Jarrell voyageait occasionnellement avec Harris, accrochant ses peintures derrière lui pendant qu'il se produisait. La peinture est un grand polyptyque mixte de toile façonnée, et une guitare à six cordes peinte est posée sur le dessus de l'œuvre. Le tableau comporte des photographies collées de Harris et deux portraits peints du musicien, entourés des symboles, dessins et motifs caractéristiques de Jarrell.
Parmi les autres œuvres représentatives : Corners of Jazz (1988), une grande peinture murale représentant Ray Charles, Lester Young et Billie Holiday ; Shon'nuf (1989), avec Ray Charles ; At the Three Deuces (1991) avec Miles Davis, Charlie Parker et Sam Potter ; Basie at the Apollo (1992) avec l'orchestre de Count Basie ; The Empress (1992) pour Bessie Smith, et Lady & Prez #2, montrant Holiday et Young se produisant ensemble.

### Sculpture
Inspiré par son voyage en Italie, Jarrell crée la sculpture Tribute to Ovambo Bellows, un hommage peint de forme conique au peuple Ovambo, qui sera la base d'une nouvelle orientation de son travail, vers la sculpture. Les nouvelles œuvres seront catégorisées par leur nature fortement spirituelle, reflet de la culture et de l'héritage africains. Hausa Space - a Village (1993) représente les villages que Jarrell a visités au Nigeria. Les maisons qu'il a vues étaient décorées d'icônes et de symboles à signification spirituelle et rituelle, peints dans des couleurs vives. Ces décorations sont utilisées pour combattre les mauvais esprits, tandis que les pièces de Jarrell parlent de paix. Beaucoup de sculptures mélangent des éléments d'art et de motifs africains ; Sorcerer (1993) et Messenger of Information (1993) montrent ses premières influences de l'art sénoufo et d'autres inspirations liées aux motifs, à la spiritualité et aux peuples d'Afrique. Des sculptures ressemblant à des totems ont commencé à être créées en 1995. Les trois sculptures qui composent la série Ensemble (1995) mesurent chacune plus d'un mètre cinquante de haut et sont peintes de couleurs brillantes, complétées par un petit animal. Pour la première fois, dans Days of the Kings (1995), les courses de chevaux apparaissent dans les sculptures de Jarrell. Seize totems servent d'hommages aux Afro-Américains dans les courses de chevaux, rappelant les motifs des Bijagos et d'Alberto Giacometti. Epiphany (1996) commémore la Million Man March, qui s'est tenue à Washington, D.C. l'année précédente, un événement que Jarrell a décrit comme l'un des plus importants de ce siècle. Cette pièce, ainsi que d'autres œuvres, ont été exposées par la suite aux Jeux olympiques d'été de 1996.

### Dernières années
En 1988, Wadsworth Jarrell se retire de l'enseignement afin de se concentrer sur son travail créatif. En 1994, les trois enfants sont grands ; les deux filles fréquentent l'Art Institute of Chicago, et Wadsworth Jr. devient marin. Cette année-là, Jae et sa fille Jennifer déménagent à New York pour trouver un logement, s'installant à SoHo, où ils seront rejoints par Jarrell quelques mois plus tard.
Jarrell et Jae s'installent par la suite à Cleveland dans l'Ohio, où ils vivent et travaillent encore.

## Accueil, prix et reconnaissance
Stacy Morgan, professeur associé au département des études américaines de l'université de l'Alabama, décrit l'œuvre de Jarrell comme « un ensemble remarquable d'art vivant, stylistiquement innovant et politiquement engagé ».

### Prix
- Premier prix de l'exposition d'Atlanta Life (en) en 1988, Southeastern Center for Contemporary Art[41]
- Prix de l'excellence en peinture en 1985, Southern Home Shows Exposition[52]
- Prix en 1974, District of Columbia Commission on the Arts

## Expositions et conservation
Les expositions ainsi que les collections muséales les plus notables sont mentionnées par Douglas:

### Expositions individuelles
- « Edge Cutters », 1993, Kentucky Derby Museum (en).
- « Large Format », 1987, Southwest Atlanta Hospital (en).
- « Paintings and Sculptures, Wadsworth Jarrell », 1987, Albany Museum of Art (en).
- « The Power and the Glory », 1979, Université de Géorgie.
- « Going Home », 1976, Université Howard.

### Expositions collectives
- « AFRI-COBRA: No Middle Ground », 1992, Musée des Sciences et de l'Industrie de Chicago.
- « Twelfth Annual Atlanta Life Invitational Exhibition », 1992, Herndon Plaza, Atlanta.
- « Vital Signs », 1991, Atlanta Contemporary Art Center (en).
- « AFRI-COBRA: The First Twenty Years », 1990, Florida Agricultural and Mechanical University.
- « Horse Flesh », 1990, Kentucky Derby Museum (en).
- « Beaches Annual Exhibition », 1989, Musée d'Art contemporain de Jacksonville.
- « Artists in Georgia 1988 », 1988, Atlanta Contemporary Art Center.
- « The Art in Atlanta », 1988, Southeastern Center for Contemporary Art.
- « Birmingham Biennial », 1987, Birmingham Museum of Art.
- « AFRICOBRA USA », 1987, Sermac Gallery, Fort-de-France (Martinique, France).
- « Ot Och In », 1986, Musée d'art de Malmö (Suède).
- « Artists in Georgia », 1985, Georgia Museum of Art (en).
- « Atlanta in France », 1985, Chapelle de la Sorbonne.
- « U.S.A. Volta Del Sud », 1985, Palais de Venise (Rome, Italie).
- « Commemoration to Soweto », AFRI-COBRA, 1980, Siège des Nations unies (New York).
- « Directions and Dimensions », 1980, Mississippi Museum of Natural Science (en).
- « Artists in Georgia », 1980, High Museum of Art.
- « Artists in Schools », 1976, Delaware Art Museum.
- « Directions in Afro-American Art », 1974, Herbert F. Johnson Museum of Art.

### Conservation
- Cleveland Museum of Art (Cleveland)
- High Museum of Art (Atlanta)
- Museum of Contemporary Art of Georgia (en) (Atlanta)
- Musée national de l'histoire et de la culture afro-américaines (Washington, D.C.)
- Nortel (Ottawa)
- The Studio Museum in Harlem (New York)
- Université du Delaware (Newark)